# Bluff Island (Prinzessin-Elisabeth-Land)
Bluff Island (von englisch bluff ‚Steilufer, Klippe‘) ist eine Insel vor der Ingrid-Christensen-Küste des ostantarktischen Prinzessin-Elisabeth-Lands. Sie liegt in der Prydz Bay 800 Meter südlich von Magnetic Island und 3 km westlich der Breidnes-Halbinsel in den Vestfoldbergen.
Norwegische Kartografen kartierten sie anhand von Luftaufnahmen, die bei der Lars-Christensen-Expedition 1936/37 entstanden. Eine neuerliche Kartierung nahmen Teilnehmer der Australian National Antarctic Research Expeditions (1957–1958) vor. Namensgebend ist eine steile Klippe am Südende der Insel.